# Suzanne Lévesque
Suzanne Lévesque, est une actrice et animatrice québécoise.  Elle est née Suzanne Marie Odette Lévesque le 10 avril 1943 à Saint-Félicien. Elle est la fille de Jean-Marie Lévesque et Georgette Dion.
Elle était mariée à François Macerola, décédé le 8 novembre 2018, qu'elle avait épousé à St-Jérôme le 20 juillet 1991.

## Réalisations professionnelles
- 1963 - 1967 : Les Croquignoles (série télévisée) : Isabelle
- 1965 : Pas de vacances pour les idoles
- 1966 : Hier, les enfants dansaient de Gratien Gélinas (théâtre)
- 1966 : Quentin Durgens, M.P. (série télévisée) : Toinette
- 1969 : Sol et Gobelet (série télévisée) : Isabelle
- 1971 : Tiens-toi bien après les oreilles à Papa
- 1971 - 1991 à la radio de CKAC : Touche à tout (émission de radio quotidienne) : Animatrice
- 1972 : La Fille du ciel (série télévisée) : Monique
- 1982 à la télévision de Radio-Canada : Coup d'oeil (émission sur les arts) : Animatrice
- 1989 - 1992 à la télévision de Radio-Canada : La bande des Six (émission hebdomadaire) : Animatrice / conceptrice
- 1993 - 1995 à la télévision de Radio-Canada : Sous la couverture (émission sur la littérature) : Animatrice / conceptrice
- 1994 - 1996 à la télévision de Radio-Canada : Bon matin (émission matinale) : Animatrice
- 2000 : Le Grand blond avec un show sournois (série télévisée) : Chroniqueuse
- 2001 : Emma (série télévisée) : Alice Pagé
- 2001 : Avoir su... (série télévisée) : Gracie Daveluy
- 2006 : Fosse aux lionnes : Comme chroniqueuse 1 à 2 fois / semaine
- 2006 : Libre échange : Comme animatrice
- 2007 : Fosse aux lionnes : Comme animatrice 5 fois / semaine

## Récompenses et Nominations

### Récompenses
3 premiers prix du Conservatoire d'Art Dramatique du Québec en 1962.
Métrostar : Trophée de la meilleure animatrice d'émission culturelle pour la Bande des Six.